# Ukhrul
Ukhrul ist ein Ort im Bundesstaat Manipur im Nordosten Indiens. Er ist Verwaltungssitz des Distrikts Ukhrul. Ukhrul liegt in den Bergen im Nordosten Manipurs rund 80 Kilometer nordöstlich von Manipurs Hauptstadt Imphal. Der Ort erstreckt sich in Nord-Süd-Richtung auf einem Bergrücken und liegt auf über 1.800 Metern Höhe.

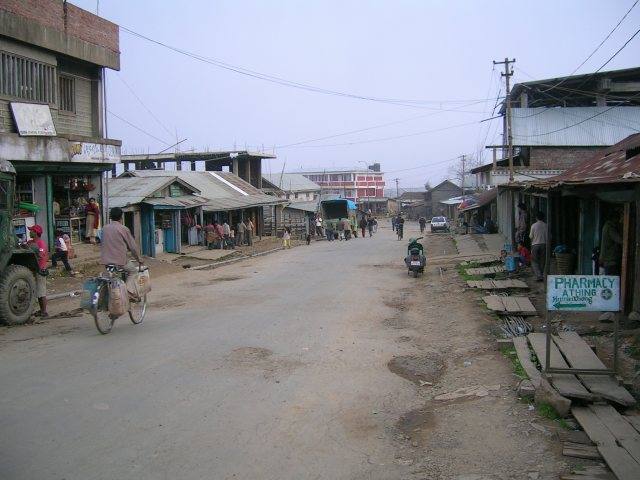
Straße in Ukhrul

Die Gegend von Ukhrul wird von den Tangkhul, einem Naga-Stamm, besiedelt. Die meisten Einwohner sind Christen. Im Zusammenhang um die Diskussion um die politische Integration der Naga-Minderheit in Manipur, die teilweise gewaltsam für die Unabhängigkeit bzw. einen Anschluss an den Nachbarbundesstaat Nagaland kämpft, versprach die Nationalist Congress Party im Vorfeld der Parlamentswahl in Manipur 2012, im Fall eines Wahlsiegs Ukhrul zur zweiten Hauptstadt des Bundesstaates zu machen.